# Ervin Szabó
Dans le nom hongrois Szabó Ervin, le nom de famille précède le prénom, mais cet article utilise l’ordre habituel en français Ervin Szabó, où le prénom précède le nom.
Ervin Szabó, né Sámuel Ármin Schlesinger le 23 août 1877 à Szlanica (de) et mort le 30 septembre 1918 à Budapest, est un intellectuel marxiste libertaire hongrois, chercheur en sciences sociales, bibliothécaire et directeur de bibliothèque, connu également pour son engagement anarcho-syndicaliste.

## Biographie

### Famille et débuts
Il appartient par sa mère à la famille Pollacsek, une famille hongroise d'origine juive. 
Il est le cousin germain de l'économiste Karl Polanyi (1886-1964) et du chimiste et penseur libéral Michael Polanyi (1891-1976), nés Pollacsek.
De 1911 à 1918, il est le directeur de la Bibliothèque municipale de Budapest.
Il a donné son nom à la Bibliothèque métropolitaine Ervin Szabó à Budapest.

### Syndicaliste libertaire
Ervin Szabó, est le principal théoricien du syndicalisme libertaire. Évoluant d’une position strictement sociale-démocrate, il s'oppose aux éléments réformistes dans les syndicats. Il fonde le Groupe de Propagande Syndicaliste. L'appel à la création de syndicats indépendants de la social-démocratie trouve peu d’échos parmi les travailleurs. Le cœur du groupe, quelques travailleurs autodidactes, restent avec Szabo et sont l’un des noyaux des groupes révolutionnaires durant les dernières années de la Première Guerre mondiale. Leurs positions sans compromis sur l’action directe, l’antimilitarisme et l’anti-étatisme aboutissent finalement à ce que les nouvelles forces oppositionnelles se rassemblent autour d’eux en réprobation contre la guerre et le système qui a produit son déclenchement. Des jeunes gens comme Ilona Duczyńska, Ottó Korvin et Imre Sallai (ce dernier sera pendu par le régime pro-fasciste de Miklós Horthy en 1932), des artistes engagés comme Lajos Kassák et les « idéalistes éthiques » autour de Georges Lukács et Béla Balázs se rassemblent autour d’eux.
La mort prématurée de Szabó, le 29 septembre 1918, est suivie de funérailles qui rassemblent beaucoup de monde. Les travailleurs de Budapest stoppent le travail quelques minutes à sa mémoire. Cet épisode est considéré comme le premier acte de la révolution hongroise de 1918.

## Commentaire
Selon l'intellectuel Achille Dauphin-Meunier : « Ervin Szabó [...] fut le théoricien du syndicalisme libertaire. Traducteur des œuvres de Marx, il comprit la nocivité des tendances politiciennes et de la philosophie matérialiste du sociologue allemand. Ne s’intéressant qu’à l’organisation économique, il voulut inculquer au mouvement syndical une inclinaison anarchiste, le goût de la violence méthodique. Il s’adonna surtout à l’éducation idéaliste des ouvriers auxquels il apprit à lutter en vue d’obtenir non seulement une amélioration de leur sort, mais la maîtrise totale de la production et de la répartition des richesses, Szabó s’opposait aux prédicants réformistes du syndicalisme. Il leur reprochait de s’en tenir à la lettre du Capital, d’être opportunistes et parlementaires. Il les blâmait d’obéir aveuglément aux décisions socialistes et de se désintéresser des questions sociales, de réclamer le suffrage universel et de ne pas s’indigner des exactions patronales. [...] Ses disciples, les anarcho-syndicalistes, entrèrent tous dans le parti communiste. Ce furent eux qui réclamèrent, dans les relations commerciales à l’intérieur du pays, la disparition du numéraire capitaliste sous ses divers aspects. Ils voulaient simplement que dans la période post-révolutionnaire, chaque travailleur pût obtenir dans les magasins de vente les objets nécessaires à son entretien sur la seule présentation de la carte syndicale. Ils espéraient, par ce moyen, contraindre les bourgeois à apprendre un métier utile, à se confondre avec le prolétariat organisé, et en même temps, retirer aux ouvriers leur aveugle confiance dans la puissance acquisitive et productrice de l’argent. »